# تيرويوشي أكيياما
تيرويوشي أكيياما (باليابانية: 秋山 輝吉) (من مواليد 25 ديسمبر 1971) هو لاعب رماية ياباني. تنافس في مسدس الرماية السريع لمسافة 25 متر رجال في دورة الألعاب الأولمبية الصيفية 2016.

## روابط خارجية
- تيرويوشي أكيياما على موقع الاتحاد الدولي (الإنجليزية)
- تيرويوشي أكيياما على موقع أوليمبيديا (الإنجليزية)